# Terbaya
Terbaya is een bestuurslaag in het regentschap Tanggamus van de provincie Lampung, Indonesië. Terbaya telt 2000 inwoners (volkstelling 2010).